# 2-OH-NPA
2-OH-NPA je lek koji se koristi u naučnim istraživanjima i koji deluje kao potentan i selektivan agonist za dopaminski D2 receptor.